# Wisłostrada tarnobrzeska
Wisłostrada – droga dwujezdniowa w Tarnobrzegu w ciągu drogi wojewódzkiej nr 871 (dawniej drogi krajowej nr 84, w czasach PRL drogi państwowej nr 30) zaczynająca się przy dworcu autobusowym PKS a kończąca się na Nagnajowie. Przez wiele lat służyła głównie jako dojazd do Zakładów Chemicznych Siarkopolu. Od października 2007 do czerwca 2008 prowadzony był remont całej drogi, w wyniku którego odtworzone zostały pobocza, wymieniono nawierzchnię, zamontowano bariery energochłonne. Wzdłuż Wisłostrady od wschodniej strony, wybudowano chodnik dla pieszych, oraz ścieżkę rowerową prowadzące od skrzyżowania z ulicą Adama Mickiewicza, do tarasu widokowego nad Jeziorem Tarnobrzeskim.